# Bo Waterside
Bo Waterside ist ein Grenzort in der westafrikanischen Republik Liberia. Er befindet sich im Tewor District des Grand Cape Mount County. Der Ort liegt etwa 30 Kilometer (Luftlinie) nördlich der County-Hauptstadt Robertsport am linken Ufer und Unterlauf des Mano River, an der Grenze zu Sierra Leone.
Der Ort wurde erstmals in den 1970er Jahren durch die Eröffnung eines Grenzüberganges und einer modernen Brücke (Mano River Union Bridge) bekannt. Die Errichtung dieser Bauwerke war 1974 bei der Gründung der Mano River Union beschlossen worden. Mit der Brücke wurde der Grenzverkehr und Tourismus wesentlich erleichtert. Während des Bürgerkrieges wurde der Grenzübergang 1990 einseitig auf Veranlassung der Regierung von Sierra Leone geschlossen. Der Schritt wurde mit der Begründung rechtfertigt, das Liberias Präsident Charles Taylor die gegen die Regierung von Sierra Leone operierenden RUF-Rebellen über diese Straße mit Nachschub versorgen würde. In der Folge mussten die Transitreisenden einen weiten Umweg nach Norden oder den Seeweg wählen, um die Grenze legal zu passieren.
Der Grenzübergang zwischen Jendema in Sierra Leone und Bo Waterside wurde im Juni 2007, nach 17 Jahren der Blockade, als Zeichen der Versöhnung zwischen beiden Staaten wiedereröffnet.
Zuvor wurde ein neuer Grenzkontrollpunkt im Rahmen des von der UNMIL finanzierten „Quick Impact Project“ aufgebaut und die liberianischen Grenzpolizisten und Zollbeamten geschult.
Vor Ort befindet sich eine kleinere Verarbeitungsanlage mit Kühlhaus für Fischereiprodukte. Der Fischfang auf dem Mano River erfolgt durch eine Fischereigenossenschaft.